# Краснопресненская обсерватория МГУ
Краснопре́сненская обсерватория МГУ — астрономическая обсерватория, открытая в 1831 году в исторической местности Москвы Три горы.

## История
До создания этой обсерватории в Московском университете существовала небольшая деревянная обсерватория, построенная в конце 1804 года по распоряжению попечителя Московского учебного округа М. Н. Муравьева. Эта обсерватория, располагавшаяся на крыше главного здания университета на Моховой, сгорела во время пожара 1812 года. Новую обсерваторию было решено построить на участке земли, на одном из холмов на Трёх Горах Пресненской возвышенности, которую в 1827 году подарил университету купец-меценат Зой Павлович Зосима.
Строительство велось по плану, разработанному профессором астрономии Д. М. Перевощиковым, предусматривавшему использование астрономической как для учебных, так и для научно-исследовательских целей. Обсерватория состояла из главного здания на специальном фундаменте, позволяющем устанавливать большие, высокоточные астрономические инструменты, и двухэтажного деревянного жилого дома для сотрудников (архитектор — Д. Г. Григорьев).
Строительство  было начато весной 1830 года, а 15 ноября 1831 года попечитель Московского учебного округа С. М. Голицын в отчёте Министерству народного просвещения за 1831-й год сообщал о том, что «здание обсерватории приведено к окончанию» и в ней начались первые наблюдения.
В 1840-е годы под руководством А. Н. Драшусова была проведена первая модернизация обсерватории. В 1845—1846 годах архитектор А. А. Авдеева составил проект зданий астрономической обсерватории Московского университета, реализованный в 1854 году.
Следующая крупная перестройка была проведена в 1900 году. Под руководством В. К. Цераского к круглой башне главного здания была пристроена аудитория, а на самой башне установлен вращающийся купол и 15-дюймовый телескоп-астрограф, долгое время являвшийся одним из самых больших астрономических инструментов в России. Во внутреннем дворе обсерватории была построена вспомогательная башня, оснащённая семидюймовым рефрактором.
С 1920 года на территории обсерватории располагался Астрономо-геодезический научно-исследовательский институт (АГНИИ), а обсерватории было присвоено имя революционера и астронома П. К. Штернберга. Решением Коллегии Наркомпроса РСФСР 29 июня 1931 года, утвержденном СНК РСФСР 29 октября этого же года был образован Объединенный государственный астрономический институт МГУ имени Штернберга, в который вошли Астрономическая обсерватория МГУ, АГНИИ, и созданный в 1921 году Астрофизический институт Наркомпроса. С конца 1932 года институт стал называться ГАИШ МГУ. Головное здание института располагалось в здании Астрономической обсерватории на Пресне. В 1954 году институт получил новое помещение на Ленинских горах.
С 15 мая 1979 года обсерватория поставлена на государственную охрану в качестве памятника архитектуры и градостроительства. На территории обсерватории был организован Музей истории астрономии в Московском университете. Последние научные наблюдения в Краснопресненской обсерватории были проведены в 1990 году. В настоящее время на территории обсерватории расположено подразделение ГАИШ МГУ «Краснопресненская лаборатория».

## Руководители обсерватории
- 1831—1851 — Перевощиков, Димитрий Матвеевич
- 1851—1855 — Драшусов, Александр Николаевич
- 1856—1873 — Швейцер, Богдан Яковлевич
- 1873—1890 — Бредихин, Фёдор Александрович
- 1891—1916 — Цераский, Витольд Карлович
- 1916—1919 — Штернберг, Павел Карлович
- 1920—1931 — Блажко, Сергей Николаевич
- 1931—1936 — Канчеев, Анатолий Александрович — первый директор ГАИШа на территории Краснопресненской обсерватории[6]
- 1936—1939 — Фесенков, Василий Григорьевич
- 1939—1943 — Моисеев, Николай Дмитриевич
- 1943—1952 — Орлов, Сергей Владимирович
- 1952—1956 — Кукаркин, Борис Васильевич — последний директор ГАИШа на территории Краснопресненской обсерватории
- 1956—1976 — Мартынов, Дмитрий Яковлевич
- 1976—1978 — Аксенов, Евгений Петрович
- 1978—1986 — Бугаевский, Александр Владимирович
- 1987—1995 — Москаленко, Евгений Иванович[7]
- 1995—2017 — Кононович, Эдвард Владимирович[8]

## Инструменты обсерватории
- меридианный круг Эртеля (август 1832 г.)
- 7-футовая труба (август 1832 г.)
- кометоискатель (август 1832 г.)
- меридианный круг Репсольда (D=148 мм, F=2000 мм, 1847 г.); в 1981 г. установлен на Майданакской высокогорной обсерватории
- 10,5-дюймовый рефрактор Мерца (октябрь 1859 г.)
- 15-дюймовый двойной астрограф (Фотографический объектив: D=381 мм, F=6400 мм; Визуальный объектив: D=381 мм, F=6600 мм) (1900 г., братья Анри — оптика, братья Репсольд — параллактическая монтировка; окончание эксплуатации в 1990 г.)
- 7-дюймовый(18,5 см) рефрактор (1896 г.)
- Служба точного времени (1 сентября 1931 г.): работа через радиостанции
- В подвале расположен основной опорный гравиметрический пункт СССР

## Исследовательские группы лаборатории
- Физика Солнца

- Солнечная активность и её влияние на атмосферу Земли
- Гелиосейсмология

- История астрономии

- Изучение, сохранение и экспонирование исторического наследия ГАИШ

## Направления исследований
В 1860-х годах:
- Гравиметрия (геодезия)

В 1930-х годах:
- Астрометрия
- Астрофизика
- Небесная механика
- Космогония
- Кометная астрономия
- Морская гравиметрия

В 1930—1960-х годах:
- Переменные звезды

С 1960-х годов:

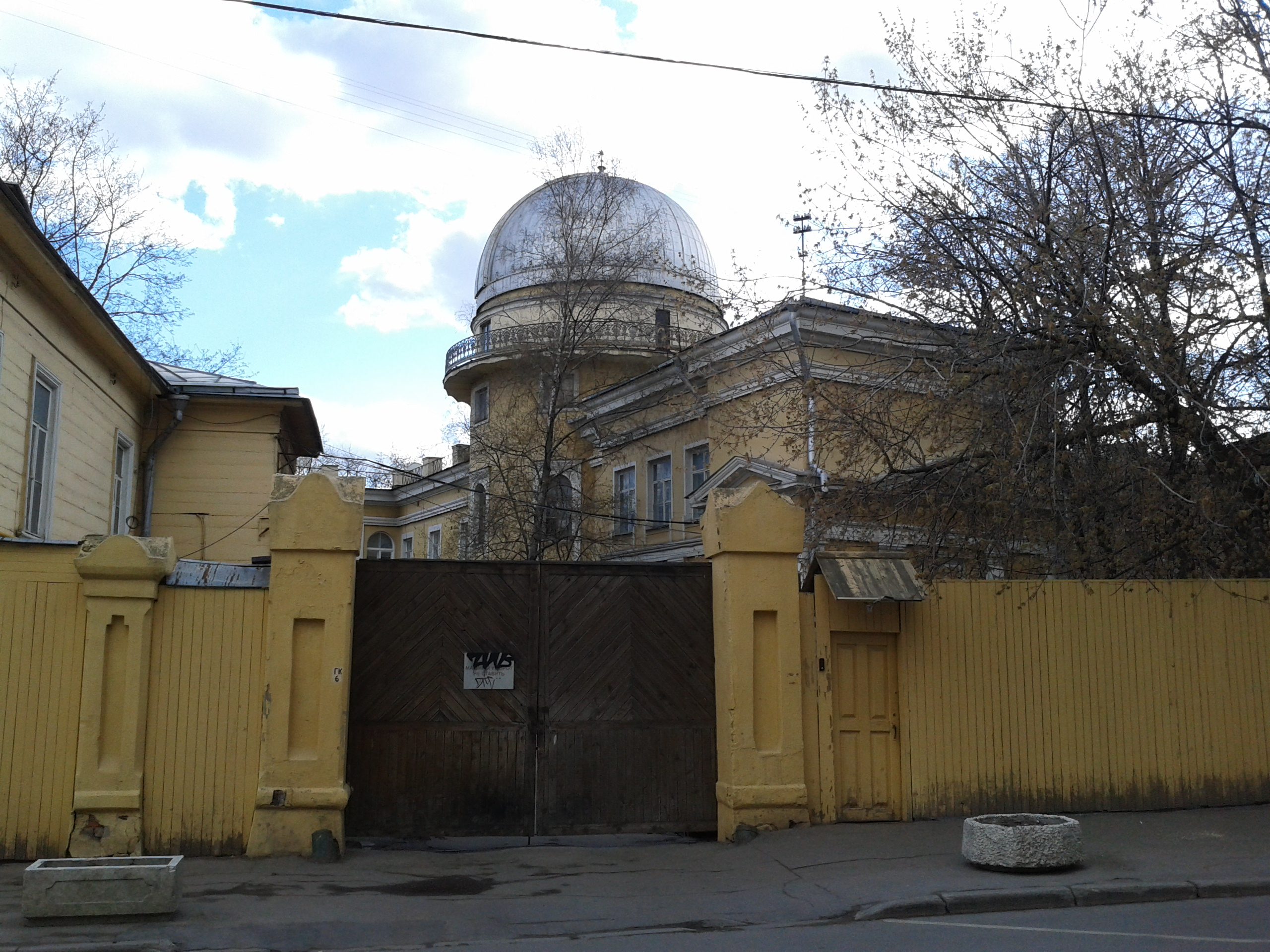
Краснопресненская обсерватория МГУ в апреле 2015 г.

- Исследование истории астрономии в МГУ

## Основные достижения
- Изучение Московской гравитационной аномалии
- В 1872 году Бредихин осуществил первые в России спектральные наблюдения небесных объектов
- разработана механическая теория кометных форм (Ф. А. Бредихин)
- открытие Серебристых облаков (В. К. Цераский)
- определение звездной величины Солнца и нижней границы температуры его поверхности (В. К. Цераский)
- С 1895 года начато систематическое фотографирование звездного неба с целью открытия и изучения переменных звезд (В. К. Цераский, Л. П. Цераская, С. Н. Блажко и др.) — что является основой для Московской стеклотеки.
- исследована проблема колебания земных полюсов (П. К. Штернберг)
- Участие в программе «Карта неба» с использованием двойного астрографа
- Регулярная публикация научных трудов обсерватории «Annales de l’Observatoire astronomique de Moscou» на французском и немецком языках (в 1922 году были переименованы в «Труды Астрономо-геодезического научно-исследовательского института», а с 1931 года называется «Труды ГАИШ»)

## Известные сотрудники
В 1930—1950-е гг., до переезда ГАИШ на Ленинские горы, в обсерватории работали такие известные учёные, как С. Н. Блажко, Б. А. Воронцов-Вельяминов, Г. Н. Дубошин, М. С. Зверев, Б. В. Кукаркин, Куликов, Константин Алексеевич, А. А. Михайлов, П. П. Паренаго, Л. В. Сорокин, В. Г. Фесенков, Шкловский, Иосиф Самуилович и многие другие.